# Communauté de l'Emmanuel
 (février 2024).
La communauté de l'Emmanuel est une association publique internationale de fidèles de droit pontifical, née à partir d'un groupe de prière fondé en 1972. La spiritualité proposée aux membres repose notamment sur l'adoration eucharistique, la compassion et l'évangélisation.
Née de l'expérience du renouveau charismatique, elle rassemble des laïcs (mariés, célibataires, consacrés) et des prêtres.

## Historique
En 1972, Pierre Goursat et Martine Laffitte fondent, à Paris, un groupe de prière s'inspirant de l'expérience du renouveau charismatique catholique. Le groupe se réunit d'abord dans l'appartement de Martine Laffitte puis chez les maristes rue Jean Ferrandi avant de se scinder en deux et qu'un nouveau groupe se réunisse chez les Sœurs de l'Assomption, rue de l'Assomption. Un nom commun — Emmanuel — est donné aux deux groupes. Il est tiré du passage de la Bible : « Voici, la jeune femme est enceinte, elle va enfanter un fils, et elle lui donnera le nom d'Emmanuel. » (Es 7,14, Mt 1,23)[source secondaire souhaitée].
Les groupes croissent rapidement. La prière est animée par ses fondateurs et s'appuie principalement sur la louange et l'adoration eucharistique. Les fidèles observent la manifestation des charismes, dons spirituels tels qu'ils sont décrits dans les Épîtres de Paul. Pierre Goursat invite parfois des groupes au « chant en langues ». 
En septembre 1976, certains membres des groupes de prière de l'Emmanuel se réunissent pour s'organiser davantage. Les membres forment des maisonnées d'environ huit personnes qui se retrouvent chaque semaine pour prier ensemble, s'engagent à une vie de prière régulière et reçoivent un accompagnement personnel. Des week-ends de formation sont proposés. L'Emmanuel devient une communauté. La Communauté est initialement reconnue localement par les évêques des diocèses qui l'accueillaient.
Des premiers statuts canoniques sont donnés à la communauté de l'Emmanuel, dès 1981, par les cardinaux Lustiger (Paris), Danneels (Bruxelles), Etchegaray (Marseille). Ils sont suivis par d'autres évêques français et européens.
En 1986, des évêques français ont demandé que l'Emmanuel puisse se mettre au service des paroisses.
 Cette année-là, la paroisse de la Sainte-Trinité à Paris est la première paroisse confiée à une équipe de prêtres de la Communauté de l'Emmanuel,.
Le 8 décembre 1992, le Conseil pontifical pour les laïcs a approuvé pour cinq ans les statuts de la communauté de l'Emmanuel et de la Fraternité de Jésus, en tant qu'association privée de fidèles de droit pontifical. Ces statuts ont reçu l'approbation définitive le 8 décembre 1998.
Le 3 février 2011, le pape Benoît XVI encourage les dirigeants de la communauté à « contribue[r] à renouveler de l'intérieur le dynamisme apostolique des paroisses » et « à être attentifs aux personnes qui reviennent vers l'Église et qui n'ont pas bénéficié d'une catéchèse approfondie », en maintenant « un souci permanent de concertation et de collaboration avec les pasteurs, sous l'autorité de l'évêque »,.
Le 15 août 2017, la Congrégation pour le clergé érige, en étroite communion avec l'association de fidèles, l'association cléricale de la communauté de l'Emmanuel qui rassemble les prêtres et diacres de la communauté et qui a la faculté d'« incardiner des clercs, en particulier pour favoriser le service de la mission universelle de l'Église » selon le décret de la Congrégation pour le clergé,,.
Le 7 avril 2018, le pape François reçoit environ cinq-cents membres de la communauté de l'Emmanuel en audience au Vatican : « Que là où votre communauté est présente, la Miséricorde du Père soit manifeste, en particulier envers les plus pauvres — de cœur ou de corps — soignant leurs blessures par la consolation de l'Évangile, par la solidarité et l'attention ». Il rappelle la récente création de l'association cléricale, « structure rendue opportune en raison des nombreuses vocations sacerdotales que le charisme de l'Emmanuel suscite et pour une plus grande fécondité de l'évangélisation », et souhaite que cette reconnaissance vitalise la communion des états de vie entre clercs et laïcs. Il invite aussi la communauté dans les différents pays à garder un lien toujours plus étroit avec les paroisses du lieu où elles vivent,.
Le 6 mars 2025, Michel-Bernard de Vregille, modérateur général, annonce dans un communiqué que la communauté fera l'objet d'une visite apostolique. Décidée par le cardinal Kévin Farrell, préfet du Dicastère pour les laïcs, la famille et la vie, en lien avec le cardinal Jean-Marc Aveline, archevêque de Marseille, la visite est la conséquence de tensions internes au sujet du mode de gouvernance de la communauté. Des membres en ont aussi fait la demande à la suite de l'affaire Benoît Moulay, ancien prêtre de la communauté, renvoyé de l'état clérical à l'issue d'un procès canonique en 2023 après des accusations de viol et d'agressions sexuelles sur deux femmes majeures,,. Avec en toile de fond ces affaires d’abus sexuels et ces tensions internes, Michel-Bernard de Vregille renonce à ses fonctions le 12 juillet 2025, démission acceptée le 31 juillet par le Dicastère pour les laïcs, la famille et la vie,,.

## Organisation

### Statuts
Le décret du 8 décembre 1992 reconnaît la communauté de l'Emmanuel comme « association privée internationale de fidèles de droit pontifical » et en a approuvé les statuts ad experimentum pour une période de cinq ans. Par décret du 8 décembre 1998, le Conseil pontifical pour les laïcs accorde à la communauté de l'Emmanuel, association privée internationale de fidèles, de droit pontifical, l'approbation définitive,.
Le 20 juin 2009, le Conseil pontifical pour les laïcs a érigé la communauté de l'Emmanuel en association publique internationale de fidèles.
Les statuts de l'Association de fidèles sont mis à jour en conséquence pour intégrer la création de l'Association Cléricale et assurer la communion et le bon fonctionnement entre les deux associations. Ces nouveaux statuts sont reconnus le 15 août 2017 par le Dicastère pour les laïcs, la famille et la Vie,,.

### Association de fidèles et association cléricale
L'originalité de cette communauté est d'avoir renforcé le rapport prêtres-laïcs dans un rapport de « communion pour la mission, dans un désir commun de vivre la sainteté »[source insuffisante].
La Congrégation pour le clergé au Vatican crée l'association cléricale de la communauté de l'Emmanuel, le 15 août 2017. Cette association cléricale est le développement des statuts de la communauté de l'Emmanuel pour les membres ordonnés. Désormais pour les ordonnés de l'Emmanuel, leur communauté est à la fois une association de fidèles et une association cléricale. La communauté de l'Emmanuel accède donc à un statut particulier qui prévoit entre autres la possibilité d'incardiner en son sein des prêtres et des diacres, et accède à une légitimité canonique à vivre une communion des différents états de vie. Les statuts de cette association cléricale entrent vigueur le 1er janvier 2018,.

### Composition
En 2025, la communauté revendique 13 000 membres dans 70 pays.
Parmi ses membres, la communauté de l'Emmanuel compte 270 prêtres, une vingtaine de diacres permanents, une centaine de séminaristes et de jeunes en discernement, et 200 laïcs consacrés.

### Gouvernance
La communauté de l'Emmanuel est dirigée par un modérateur général. À l'origine, les mandats étaient d'une durée de trois ans, renouvelables trois fois. Depuis la mise à jour des statuts du 15 août 2017, les mandats sont d'une durée de cinq ans, renouvelables deux fois[source secondaire nécessaire].
Depuis 1976, les modérateurs ont été :
| Nom                         | Dates            | Nationalité | Nombre de mandats       | Responsabilités précédentes                                                                           | Responsabilités actuelles |
| --------------------------- | ---------------- | ----------- | ----------------------- | --- | --- |
| Pierre Goursat              | 1976-1985        | Français    | Équivalent de 3 mandats | Fondateur Secrétaire général à l'Office catholique français du cinéma Responsable de groupe de prière | Décédé. |
| Gérald Arbola               | 1985-1994        | Français    | 3 mandats               | Adjoint du fondateur                                                                                  | Membre du directoire d'Areva, retraité depuis 2011                                                                                               |
| Markus Gehlen               | 1994-2000        | Allemand    | 2 mandats               | Responsable de la communauté en Allemagne                                                             | Professeur de latin, grec et religion à Berlin                                                                                                   |
| Dominique Vermersch         | 2000-2009        | Français    | 3 mandats               | Responsable d'Amour & Vérité                                                                          | Recteur de l'Université catholique de l'Ouest (Angers)                                                                                           |
| Laurent Landete             | 2009-2018        | Français    | 3 mandats               | Délégué du modérateur pour la France                                                                  | Directeur Général Délégué du Collège des Bernardins, chargé de la programmation. Membre du Dicastère pour les laïcs, la famille et la vie à Rome |
| Michel-Bernard de Vregille, | 2018-2025        | Français    | 2e mandat               | Délégué du modérateur pour la France                                                                  | Modérateur de la communauté de l'Emmanuel |
| Sophie Mouquin              | 31 juillet 2025- | Français    |                         | Doyenne du Conseil international et du Conseil de la Fraternité de Jésus                              | Modérateur par intérim de la communauté de l'Emmanuel                                                                                            |

## Moyens et activités

### Moyens
Les moyens proposés à chacun pour vivre sa foi sont multiples. Ils vont du groupe de prière (généralement hebdomadaire), à la maisonnée (petit groupe de personnes qui se réunissent à un rythme régulier, hebdomadaire ou toutes les 2 semaines pour prier ensemble, partager la parole et l'œuvre de Dieu dans leur vie) à la rencontre communautaire mensuelle. Les membres de la communauté bénéficient d'un accompagnateur et peuvent se voir proposer des formations et enseignements pour approfondir leur foi[réf. nécessaire].
Conformément à ses Statuts, les membres versent une participation financière libre pour les œuvres de la communauté, « en fonction de ses possibilités et de ses charges de famille, chacun verse une juste participation à la vie et à l'apostolat de la Communauté, dont il fixe librement le montant. »[source secondaire nécessaire].
En 2010, le magazine Golias s'interroge sur l'envoi non désiré de courriers aux seules personnes soumises à l'Impôt de solidarité sur la fortune (ISF) par la communauté de l'Emmanuel.

### Activités
Les évêques de nombreux diocèses ont confié à des prêtres de la communauté de l'Emmanuel des paroisses et des lieux d'accueil et de pèlerinage, tels les sanctuaires de Paray-le-Monial ou de L'Île-Bouchard.
À Paray-le-Monial, chaque été, la communauté organise des sessions internationales [source secondaire nécessaire] à destination des familles, des jeunes, des 25-35 ans, des retraités, des prêtres, ou des professionnels de la santé. En 2007, ces sessions rassemblent un peu moins de 30 000 personnes pendant l'été.
La communauté de l'Emmanuel a participé à l'organisation de nombreux grands événements d'évangélisation, comme les Congrès pour la Nouvelle Évangélisation de Vienne (2003), Paris (2004), Lisbonne (2005), Bruxelles (2006), Budapest (2007)[réf. nécessaire].
L'implication de l'Emmanuel dans la vie des paroisses a contribué à les redynamiser, par exemple à l'église de la Sainte-Trinité de Paris où a été créé le Centre Trinité qui offre de nombreux cycles de formation humaine, théologique ou spirituelle pour croyants ou incroyants[réf. nécessaire].
La communauté de l'Emmanuel a déployé plusieurs missions pour répondre aux besoins et appels de la société et de l'Église.
- En 1981, elle lance notamment Fidesco qui envoie pour un ou deux ans des volontaires de la solidarité internationale (VSI) dans des pays du sud au service de projets de développement en lien avec les Églises locales. L'association a aussi initié des projets de développement comme le dispensaire Saint-Gabriel en 1987 (Conakry, Guinée), le CECYDAR, centre de réinsertion des enfants des rues en 1994 (Kigali, Rwanda), ou encore l'école professionnelle Saint-Joseph Artisan à Port-au-Prince à Haïti lancée après le séisme de janvier 2010[36].
- En 1985, le centre Tibériade est lancé par le diocèse de Paris pour accueillir les malades du sida et en particulier les personnes homosexuelles. La responsabilité de l'animation du centre est confiée à la communauté de l'Emmanuel[37].
- En 1982 est lancée la première Emmanuel School of Mission (ESM) pour des jeunes de 18 à 30 ans, école dont le principe repose sur quatre axes : vie de prière, formation spirituelle et intellectuelle, vie d'équipe et missions d'évangélisation. Il existe aujourd'hui sept écoles à Paray-le-Monial, Altötting, Rome, Manille, Salvador de Bahia, New York et Bafoussam[réf. nécessaire].
- En 1999, un membre et des sœurs consacrées s'installent à Bondy pour vivre dans une cité populaire. Deux ans plus tard, naît l'association loi de 1901 d'éducation populaire « Le Rocher »[38] catholique dans son identité, laïque dans son objet. Elle a pour but de mettre en place des actions éducatives, sociales et culturelles avec les enfants, adolescents, adultes et familles des quartiers urbains en difficulté. En 2020, l'association dispose de neuf antennes en France et d'un budget annuel approchant les trois millions d'euros[39].

#### Évêques issus de la communauté de l'Emmanuel
En 2023, 10 évêques sont issus de la communauté de l'Emmanuel dont :
- Emmanuel Dassi Youfang
- Dominique-Marie David
- Dominique Rey
- Yves Le Saux
- Guy de Kerimel
- Jacques Benoit-Gonnin
- Jean Lafitte
- Xavier Malle
- Hermann Glettler[40]

#### Publications
- La revue Il est vivant ![41] propose chaque trimestre des articles de fond destinés à la formation et des témoignages.
- Les Éditions de l'Emmanuel proposent des ouvrages de formation et des témoignages[42].
- Les chants de l'Emmanuel sont diffusés dans les CD Il est Vivant ! accompagnés de carnets de chants.

Pour Christine Pina, la stratégie médiatique de la communauté repose d'abord sur la prééminence de la parole, sur une présence active sur le terrain, mais également sur « la possession de moyens de médiatisation propres, tout en profitant de la présence de membres dans des médias indépendants des communautés ».

## Controverses

### Abus de pouvoir et de conscience
Un dossier du quotidien La Nouvelle République, paru le 12 février 2022, révèle que des associations de victimes ont été sollicitées au sujet de la communauté de l'Emmanuel. L'Aide aux victimes des dérives de mouvements religieux en Europe et à leurs familles (Avref) a ainsi recueilli les témoignages de plusieurs personnes qui font état d'« abus spirituels » et de ruptures avec le milieu familial. L'association a alerté à ce sujet la Conférence des évêques de France. Interrogée par le quotidien, la Miviludes dit avoir reçu depuis 2020 quatre demandes d'avis sur la communauté de l'Emmanuel. La Mission ministérielle affirme qu' « à ce jour, aucun élément ne permet de conclure à l'existence de dérives sectaires, mais [qu'elle] reste vigilante ». En mai 2022, la Commission de prévention et de lutte contre les abus (CPLA), mise en place par la communauté de l'Emmanuel en avril 2019, rend publics les résultats de son deuxième exercice, qui couvre l'année 2021. Elle dénombre 14 alertes pour abus de pouvoir et de conscience, toutes sur des personnes majeures, parmi lesquelles douze mettent en cause des membres de la communauté, dont huit laïcs.

#### Emmanuel Dumont
Le 24 janvier 2024, la communauté de l'Emmanuel et les diocèses de Lyon et de Paris rendent publiques les sanctions visant l'abbé Emmanuel Dumont, ancien exorciste de Lyon et membre de la communauté. Ces sanctions prises le 26 mars 2022 par le diocèse de Paris, dans lequel le prêtre est incardiné, et confirmées le 9 janvier 2024 par le Dicastère pour le clergé comprennent notamment l'interdiction provisoire de mener un accompagnement spirituel individuel, de confesser et de donner des enseignements sur le ministère de guérison ou d'exorcisme. Le communiqué indique, sans les révéler, que les faits sanctionnés ne sont pas de nature sexuelle. Les personnes plaignantes ont été informées de ces sanctions. La Tribune de Lyon livre le 4 février 2024 le témoignage des deux victimes d'Emmanuel Dumont. L'une dit avoir été de juin 2018 à juillet 2020 sous l'emprise destructrice du prêtre qui l'aurait convaincue, par de faux souvenirs induits, qu'elle avait été victime — et coupable — dans son enfance de crimes rituels sataniques à l'origine chez elle d'une possession diabolique. L'autre plaignante témoigne de faits analogues : amenée par une membre de la communauté de l'Emmanuel à rencontrer l'abbé Emmanuel Dumont, ce dernier lui aurait suggéré qu'elle avait été, elle aussi, victime de traumatismes dans son enfance, dans son cas un viol incestueux. Un frère carme aurait également participé aux séances d'exorcisme, secondé par une laïque exerçant la naturopathie. Un signalement est fait en février 2021 à la cellule d'écoute du diocèse de Lyon par la première plaignante. En avril 2021 une plainte est déposée auprès du procureur de la République de Lyon, mais elle est classée sans suite, les faits ne pouvant ni être caractérisés comme un abus de faiblesse ni prouvés. Dans une lettre de juillet 2022 adressée à la victime du prêtre, l'archevêque de Lyon, Olivier de Germay, reconnaît des « dysfonctionnements [qui] ont conduit à la refondation complète de l'équipe d'exorcisme », « une spiritualisation exagérée pouvant conduire à une culpabilisation inadaptée, et des pratiques pour le moins imprudentes ». En août 2022, Emmanuel Dumont est déplacé, en accord avec la communauté de l'Emmanuel et Laurent Ulrich, archevêque de Paris, à Autun où il est nommé vicaire. Ce n'est que le 13 décembre 2023, quelques semaines avant le communiqué, que la CPLA avise les deux victimes d'Emmanuel Dumont des sanctions prises contre lui. S'exprimant le 6 février 2024 dans le Le Dauphiné libéré au sujet du communiqué du 24 janvier, Emmanuel Dumont considère la sanction qui le frappe comme « inique ». Le 10 février 2024, il s'exprime dans Franceinfo, et indique considérer l'enquête comme bâclée car n'ayant pas été informé de cette plainte, et n'ayant pas pu donner sa version des faits. En outre, il révèle que la sanction diocésaine initiale était de quinze ans de restriction d'exercice, que Rome a réduit en appel à trois ans.

### Abus sexuels

#### Bernard Peyrous
En octobre 2017, Bernard Peyrous, prêtre de la communauté, ancien recteur du sanctuaire de Paray-le-Monial et postulateur de la cause en béatification de Marthe Robin, est suspendu de ses fonctions par Jean-Pierre Ricard, cardinal-archevêque de Bordeaux, « à la suite de gestes gravement inappropriés […] vis-à-vis d'une femme majeure » que Bernard Peyrous a reconnus. L'information est annoncée par un communiqué de la communauté de l'Emmanuel. Trois autres signalements pour des faits de moindre gravité remontent auprès de la communauté. Aucune enquête canonique n'est engagée par Jean-Pierre Ricard. La jeune femme concernée ne porte pas plainte. Il est affecté en septembre 2018 dans une paroisse du diocèse de Toulouse. Une première plainte est déposée contre lui en 2022. Après une enquête au cours de laquelle plusieurs femmes sont interrogées, il est placé en garde à vue et mis en examen en avril 2024 pour « viols aggravés » sur deux femmes consacrées membres de la communauté, et « agression sexuelle par personne abusant de l'autorité que lui confère sa fonction » sur une troisième. Les faits se seraient produits entre 2008 et 2017, notamment à Paray-le-Monial, dans le département des Alpes-de-Haute-Provence et à Bordeaux,. L'avocat du prêtre affirme que les relations étaient consenties et sans caractère sexuel,.

#### Benoît Moulay
Dès 2004, et au cours des années suivantes, Benoît Moulay, prêtre de la communauté de l'Emmanuel en exercice dans le diocèse du Mans, fait l'objet de signalements de la part d'au moins dix femmes, victimes de son comportement, et de témoins de ses agissements : harcèlement via des SMS, attitudes ambiguës, propositions déplacées, tentatives d'agressions sexuelles. Ces signalements, connus des responsables de la communauté de l'Emmanuel et d'Yves Le Saux, évêque du Mans, membre lui-même de la communauté, conduisent à la décision d'envoyer en 2010 Benoît Moulay à Paray-le-Monial, lieu de rassemblement du mouvement, pour une année sabbatique,. Il est réintégré en paroisse en septembre 2011. À cette époque, une femme aurait été victime de sa part d'une dizaine de viols entre 2010 et 2014. Le prêtre est déplacé en 2017 dans le diocèse de Rennes, qui n'est pas mis au courant de ses agissements passés. Affecté comme curé dans la paroisse de Saint-Hélier à Rennes, il aurait commis un viol sur une seconde femme en juillet 2019. En septembre et novembre 2019, les deux femmes portent plainte auprès de la police contre Benoît Moulay et alertent des hommes d'Église.
En décembre 2019, Benoît Moulay est suspendu par Yves Le Saux, alors évêque du Mans, en coordination avec Pierre d'Ornellas, archevêque de Rennes, « en raison de son comportement inapproprié vis-à-vis de femmes majeures »,. Il est alors envoyé pour une durée théorique de 3 ans à l'abbaye Saint-Wandrille. Une enquête canonique est ouverte en janvier 2020, dont est écarté par Yves Le Saux le diocèse de Rennes, où se sont pourtant déroulés les faits dans le cas de la seconde victime présumée. La justice française classe la procédure sans suite en juillet 2020 pour insuffisance de preuves. La procédure canonique est refermée à l'automne par Yves Le Saux,. En décembre 2020, Yves Le Saulx et Benoît Moulay, par ailleurs très actif sur les réseaux sociaux où il donne de ses nouvelles, cherchent à s'entendre sur un départ de Saint-Wandrille en vue d'une nouvelle mission pour le prêtre. Une réintégration est envisagée en septembre 2021. Sous la pression des deux femmes, Yves Le Saulx renonce au projet et rouvre l'enquête canonique contre Benoît Moulay, qui entre-temps a quitté l'abbaye.
À l'issue de l'enquête, Benoît Moulay est finalement renvoyé de l'état clérical le 4 juillet 2023 pour « des violences sexuelles sur deux femmes majeures et des abus de pouvoir ». L'ancien prêtre ne fait pas appel de cette décision. Un fil très critique sur cette affaire, publié le 15 janvier 2024 par la journaliste Natalia Trouiller sur Twitter, donne lieu le lendemain à un communiqué de la part de la communauté de l'Emmanuel qui évoque « des erreurs, des imprécisions et surtout de nombreux amalgames qui donnent une présentation partielle et tronquée de la réalité. Certains propos pourraient relever de la diffamation et de l'atteinte à la présomption d'innocence. »,. La journaliste dit avoir recueilli, à la suite de sa publication sur Twitter, d'autres témoignages de violences sexuelles et d'abus de pouvoir, incluant un mariage forcé, au sein de la communauté. En mai 2024, le journal Libération publie un dossier rassemblant l'ensemble des faits connus, notamment les témoignages des deux victimes présumées, qui confirment le récit fait par Natalia Trouiller en janvier 2024. Elle avait notamment évoqué les conditions dans lesquelles le prêtre avait été ordonné : « les responsables du séminaire de Nantes, où Moulay suivait sa formation, s'étaient opposés à l'unanimité, en 1997, à son ordination. » Malgré des avis très défavorables, le dépeignant comme « inapte à vivre une relation chaste » et « à l'aise avec une relation de pouvoir et de domination », Benoît Moulay avait été ordonné prêtre en juillet 1998, à la demande de la communauté de l'Emmanuel, par Jacques Faivre nouvellement arrivé au Mans,,.
Le 19 juillet 2024, l'une des victimes présumées de Moulay assigne en justice la communauté de l'Emmanuel, suivie par une autre femme. « Elles entendent obtenir réparation des préjudices qu'elles estiment avoir été causés par ses multiples défaillances dans le cadre de la formation de l'ordination et du suivi de monsieur Moulay en dépit de nombreuses alertes émises à tous les niveaux. » L'audience est prévue le 7 octobre,,. Le 10 octobre 2024, l'avocat des plaignantes annonce avoir trouvé un accord avec la communauté de l'Emmanuel, qui contribuera « à la réparation des préjudices subis [...], sans se prononcer sur la responsabilité juridique de la Communauté »,,,.

#### Noël Nshibia Pamu
Le 18 mars 2025, le diocèse de Nantes annonce la condamnation à 3 ans de prison, dont un avec sursis, par le tribunal correctionnel de Nantes de Noël Nshibia Pamu, prêtre du diocèse de Kinshasa et membre de la communauté de l'Emmanuel. Les faits d'agression sexuelle commis sur une adolescente de 14 ans remontent à novembre 2018 au moment où le prêtre était depuis deux ans vicaire à l'église Sainte-Madeleine de Nantes. À l'issue du verdict, le prêtre, qui reconnaît sa culpabilité, a cependant fait appel de sa condamnation. Il est interdit de tout ministère public par l'Église catholique. La procédure canonique initiée contre lui en 2018, suspendue dans l'attente du jugement civil, est relancée auprès du Dicastère pour la Doctrine de la foi.

### Vision de l'homosexualité
Selon Anthony Favier, docteur en histoire, ancien président de l'association LGBT chrétienne David & Jonathan, la communauté de l'Emmanuel représente un courant conservateur de l'Église catholique pour lequel « l'attirance vers le même sexe est un désordre développemental qui est à la fois soignable et évitable »,. La communauté de l'Emmanuel implante en France en 2015 l'association d'origine américaine Courage avec laquelle elle propose le parcours Homosexualité : vivre avec et accompagner aux sessions de Paray-le-Monial entre 2015 et 2017. Le parcours demande explicitement aux participants d'essayer de vivre la continence et la chasteté. Pour l'intervenante Élisabeth Content, « à partir du moment où l'on croit au Christ, on ne peut continuer à vivre dans le péché et être coupé en deux… Mais cette unification ne se fait que petit à petit ». Deux enquêtes sur les thérapies de conversion, le livre Dieu est Amour et le documentaire Homothérapies, conversion forcée, mentionnent fin 2019 la communauté de l'Emmanuel qui répond par un communiqué n'avoir « jamais eu de parole propre ni de pastorale particulière autre que celles que l'Église peut proposer ».

### Implication dans la «Manif pour tous»
Selon une enquête réalisée par le Monde et reprise par l'Obs, des membres de la communauté de l'Emmanuel ont activement milité aux côtés de « La Manif pour tous », notamment des personnalités gravitant autour de la communauté comme « Emmanuel Sapin, qu'on retrouve également dans des colloques hostiles à l'avortement », Tugdual Derville d'Alliance Vita et Frigide Barjot qui participent aux « rencontres de prière » de Paray-le-Monial, ainsi qu'un salarié de la communauté de l'Emmanuel, Jean-Baptiste Maillard, qui a participé à la création du site Homovox, un collectif d'homosexuels opposés au « mariage pour tous »,. Selon Bruno Perreau, la communauté de l'Emmanuel a alimenté la résistance à l'ouverture du mariage aux couples homosexuels en France, et cherché à fédérer les réseaux chrétiens sur le sujet.

#### Ouvrages
- Valérie Aubourg, Réveil évangélique, emprunts évangéliques au sein du catholicisme, éd. Labor & Fides, 2020.
- Frédéric Lenoir, Les communautés nouvelles. Interviews des fondateurs, éd. Fayard, 1988
- Christine Pina, Voyage au pays des charismatiques, éd. de l'Atelier, 2001 (lire en ligne)
- Olivier Landron, Les communautés nouvelles: nouveaux visages du catholicisme français, éd. Cerf, 2004 (lire en ligne)

#### Articles
- Sylvain Parasie, « Rendre présent l'« Esprit-Saint » : Ethnographie d'une prière charismatique », Ethnologie française, vol. 35, no 2,‎ 2005, p. 347-354 (DOI 10.3917/ethn.052.0347, lire en ligne, consulté le 11 septembre 2023)